# Nikołaj Braszman

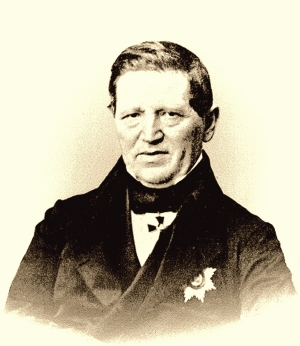
Nikołaj Braszman

Nikołaj Dmitrijewicz Braszman (ur. 15 czerwca 1796, zm. 13 maja 1866) – rosyjski matematyk pochodzenia żydowsko-austriackiego, profesor Uniwersytetu Moskiewskiego. Współzałożyciel (wspólnie z Awgustem Dawydowem i Karłem Petersonem) Moskiewskiego Towarzystwa Matematycznego (którego był pierwszym przewodniczącym) oraz czasopisma naukowego Matiematiczeskij sbornik, jednego z najstarszych rosyjskich czasopism naukowych. Laureat Nagrody im. Diemidowa.
Braszman urodził się w Monarchii Habsburgów. W 1824 r. wyemigrował do Imperium Rosyjskiego. Był uczniem austriackiego astronoma Josepha Johanna von Littrowa, zaś jego uczniami byli z kolei rosyjscy matematycy Pafnutij Czebyszow oraz August Dawydow.